# 麗花
麗花（れいか、1984年8月13日 - ）は、日本のAV女優。
千葉県出身。身長：167cm 、スリーサイズ：B 88(E)cm W 58cm H 87cm。

## 略歴
- 2007年 - 『Brand New Girl』でAVデビュー。

## 出演作品

### アダルトビデオ
2007年
- Brand New Girl （1月25日、BEAUTY）
- Tokyo 流儀 32 （2月2日、プレステージ）
- WATER POLE 23 （2月10日、プレステージ）
- ハイパーデジタルモザイクVol.054 （3月13日、MOODYZ）
- 潮吹きと精飲セックス （5月1日、MOODYZ）
- ハレンチ麗花先生 （7月13日、MOODYZ）
- パイパンハイパーデジタルモザイク 麗花 （8月1日、MOODYZ）
- 真性中出し 麗花 （9月13日、MOODYZ）
- 真性アナルFUCK 麗花 （10月13日、MOODYZ）
- 強精中出しエロ玩具15　麗花 （11月13日、MOODYZ）
- 美人OLサイレントレイプ 声を出せない私 （12月7日、アタッカーズ）

2008年
- アナル凌辱事件簿7 -女捜査官VS拳銃密造犯- （1月7日、アタッカーズ）
- 癒らし。VOL.44　（2月8日、アウダースジャパン）
- CABA 04 Debut 凛（23歳）赤坂ニュークラブ「ウェ●ス」勤務　（2月15日、ドリームチケット）
- 巨乳が寝てる間に… たっぷり揉んだら、仕上げに挿入!! （2月15日、ワープエンタテインメント）
- kira☆kira SPECIAL 3MIX★FUCK （2月19日、kira☆kira）
- 「女の口は嘘をつく。」 雌女ANTHOLOGY ＃055 （3月7日、アウダースジャパン）
- 大江戸女処刑人 （3月7日、アタッカーズ）
- 美人三姉妹 女組長凌辱処刑 極道の女 （4月7日、アタッカーズ）
- WILD BODY FETISH Ver.2.0（5月15日、ミュージアム・ネクスト）
- 真正中出しプリンセス 10 麗花（5月31日、モブスターズ）
- となりの美人妻 第5章 7人の美人妻たち （6月14日 隼エージェンシー）
- トリプルパイパンGROOVE 3時間スペシャル（7月7日、プレミアム）
- 女教師レイプ5 レイプされる6人の女教師 （7月12日 隼エージェンシー）
- 狙われた人妻 第6章 無理やり犯される7人の人妻たち （8月9日 隼エージェンシー）
- 美脚中出し VII （8月9日 隼エージェンシー）
- 私がいやらしいことしてあげる [身も心も尽くしてくれる7人の淫女たち]（8月19日、ミスター・インパクト）
- VIP ROOM 夢のようなサービスを受けられる7つの部屋（9月13日、隼エージェンシー）
- 現役エステティシャン 03 (9月19日、S級素人)
- キミとドコカへ　[人妻不倫旅行]  (10月7日、BeFree)
- 極上おまんこCompany Immoral Office Lady (11月13日、MOODYZ)
- 必殺イカセ人 (11月17日、レアル・ワークス)
- 日本の働くお姉さん 02（12月19日、レアル・ワークス）
- 腰が勝手にうごいちゃう (12月19日、乱丸)

2009年
- 素敵なハダカ Vol.4（2月1日、カルマ)

2010年
- 大好き!!美人!! 麗花（10月13日、ミスター・インパクト)

総集編
- THE BEST OF 麗花（2008年8月7日、アタッカーズ）

### テレビ番組
- 桃のふくらみ（MONDO TV）

### イメージビデオ
2006年
- model / reika（12月22日、イーネット・フロンティア）

2008年
- めくられるタイトミニ 麗花（1月18日、心交社）
- 月刊 隆行通信 36 麗花（4月1日、スタジオ・デュオ）
- めくられるタイトミニ PART2 麗花（8月22日、心交社）